# Mortu Nega
Mortu Nega  es una película de Guinea-Bissau del año 1987, género docufiction dirigida por Flora Gomes.

## Sinopsis
En 1973 una joven de 30 años junto a su esposo combaten en la guerra de la independencia.

## Reparto
| Actor                 | Personaje      |
| --------------------- | -------------- |
| Bia Gomes             | Diminga        |
| Tunu Eugenio Almada   | Sako           |
| Mamadu Uri Balde      | Sanabaio       |
| M'Make Nhasse         | Lebeth         |
| Sinho Pedro DaSilva   | Estin          |
| Homma Nalete          | Mandembo       |
| Caio Leucadio Almeida | Onkono         |
| Brinsam               | Irene Lopes    |
| Abi Cassama           | Enfermera      |
| Ernesto Moreira       | Doctor         |
| Flora Gomes           | Cap. de Sector |

## Premios
- Festival de Venecia 1988
- Fespaco (Uagadugú) 1989
- Jornadas cinematográficas de Cartagena 1990